# Swetlana Pessowa
Swetlana Pessowa (russisch Светлана Песцова Swetlana Peszowa, * 27. September 1981 in Aşgabat, TuSSR, UdSSR) ist eine ehemalige turkmenische Leichtathletin, die im Weitsprung und Mehrkampf an den Start ging.

## Sportliche Laufbahn
Erste Erfahrungen bei internationalen Meisterschaften sammelte Swetlana Pessowa vermutlich im Jahr 2003, als sie bei den Weltmeisterschaften in Paris mit 13,05 s in der ersten Runde im 100-Meter-Lauf ausschied. Im Jahr darauf gewann sie bei den erstmals ausgetragenen Hallenasienmeisterschaften in Teheran mit neuem Landesrekord von 3287 Punkten die Bronzemedaille im Fünfkampf hinter der Japanerin Yuki Nakata und Padideh Bolourizadeh aus Iran. Zudem belegte sie mit 5,35 m den siebten Platz im Weitsprung und gelangte im Kugelstoßen mit 11,14 m auf Rang sechs. Im August nahm sie an den Olympischen Sommerspielen in Athen teil und verpasste dort mit 5,64 m den Finaleinzug. 

## Persönliche Bestzeiten
- 100 Meter: 13,05 s (+1,7 m/s), 23. August 2003 in Saint-Denis
- Weitsprung: 5,79 m, 21. Mai 2010 in Aşgabat
  - Weitsprung (Halle): 5,35 m, 7. Februar 2004 in Teheran
  - Fünfkampf (Halle): 3287 Punkte, 8. Februar 2004 in Teheran